# Trest smrti v Nigérii
Trest smrti v Nigérii je legální formou trestu. Trest smrti umožňuje nigerijská ústava a hrdelní zločiny jsou uvedeny v několika zákonících. V minulosti se trest smrti používal i k popravám politických odpůrců. Udílení trestu smrti je v Nigérii časté, ale jen zřídka dochází k popravě. Vedle poprav v souladu s právem, které jsou v zemi ojedinělé, dochází podle zpráv organizací pro lidská práva, jako Global Rights, k množství mimosoudních poprav, které jsou vykonávány bez řádného soudu.

## Historie
Během vlády nigerijských vojenských junt v letech 1966 až 1979 a 1983 až 1998 vláda nechala popravovat své politické oponenty. Nejznámějším případem je oběšení Ogoniho Nineho v roce 1995, z nařízení generála Saniho Abachy.

### 21. století
Od přechodu k demokratickému zřízení v roce 1999, jsou rozsudky smrti vynášeny často, ale jen zřídka jsou vykonávány. Po roce 2006 se až do června 2013 žádné popravy nekonaly. V červnu 2013 byli oběšeni čtyři odsouzenci. V té době však v cele smrti na popravu čekalo více než 1000 lidí. Další popravy proběhly v roce 2016, kdy byli popraveni tři muži za vraždu a ozbrojenou loupež.
Dne 17. prosince 2014 bylo 54 nigerijských vojáků vojenským soudem usvědčeno ze spiknutí za účelem spáchání vzpoury a odsouzeno k trestu smrti zastřelením. Celý proces probíhal v tajnosti.
Používání trestu smrti vyvolává v Nigérii debatu. V říjnu 2014 bývalý guvernér Státu Delta Emmanuel Uduaghan na základě doporučení Státního poradního sboru pro výsadu milosti, omilostnil tři vězně, kteří čekali na popravu. V roce 2017 však nigerijská vláda odmítla výzvu Amnesty International k zastavení plánovaných poprav ve státě Lagos.
V květnu 2020, během pandemie coronaviru, použil soud v Lagosu videokonferenci k vynesení trestu smrti.
Kromě poprav vykonávaných v souladu se zákonem, existují v Nigérii i mimosoudní popravy. Podle odhadu lidskoprávní skupiny Global Rights bylo v Nigérii v období 2020 až 2023 provedeno 800 mimosoudních poprav.

## Právní systém
Trest smrti povoluje paragraf 33 Ústavy Nigérie. Hrdelní zločiny jsou definovány v několika zákonech. Mezi trestné činy, za které lze uložit trest smrti, patří ozbrojená loupež, vražda, velezrada, spiknutí s cílem velezrady, vytvoření falešných důkazů vedoucích k odsouzení nevinné osoby k trestu smrti, napomáhání sebevraždě dítěte či mentálně nemocného člověka. Podle práva šaría jsou to trestné činy cizoložství, znásilnění, sodomie, incest, čarodějnictví a trestný čin juju.
Mezi metody popravy patří oběšení, zastřelení popravčí četou, ukamenování a od roku 2015 i smrtící injekce. K trestu smrti nemohou být odsouzeny těhotné ženy a osoby mladší 18 let. Pokud jsou takoví pachatelé uznáni vinnými, jsou místo trestu smrti odsouzeni k trestu odnětí svobody na doživotí.